# Kubánské peso
Kubánské peso (španělsky peso cubano, množné číslo pesos) je oficiální měnou Kuby. Jeho ISO 4217 kód je CUP. Název „peso“ má tato měna společný s měnami několika dalších států, které bývaly španělskými koloniemi. Jedna setina pesa se nazývá centavo. 

## Historie
Od obsazení ostrova Španěly se na Kubě praktikoval španělský monetární systém měn. V roce 1881 proběhla decimalizace měny, kdy se dílčí jednotkou pesa stalo centesimo, které byla setinou pesa, tisícina pesa byla nazývána milesímo. Do roku 1951 bylo peso navázáno na americký dolar v paritní hodnotě 1:1. V roce 1899 došlo k přejmenování dílčí jednotky z centisimo na centavo. Americký dolar byl na Kubě užíván jako druhá měna v období 1899-1951 a 1994-2004.
Mezi roky 1994 a 2020 se na ostrově používala souběžně ještě druhá měna - kubánské konvertibilní peso. Od roku 2005 byl směnný kurs  mezi „národním“ (CUP) a „konvertibilním“ (CUC) pesem stanoven Centrální bankou Kuby na 1 CUC = 24 CUP pro prodej konvertibilního pesa, repektive 1 CUC = 25 CUP pro nákup konvetibilního pesa. V prosinci 2020 bylo oznámen plán na zrušení konvertibilního pesa. Proces jeho stahování z oběhu začal 1. ledna 2021. Platnost hotovosti v konvertibilních pesech byla ukončena 30. prosince 2021. Sjednocení měn vedlo k výrazné devalvaci kubánského pesa.

## Mince a bankovky
- Mince kubánského pesa mají hodnoty 1, 2, 5, 20 centavos a 1, 3 peso.[6]
- Nominální hodnoty bankovek v oběhu jsou 1, 3, 5, 10, 20, 50, 100, 200, 500 a 1000 pesos.[7][8]